# Jóslat a Metrón
A Jóslat a Metrón Cseh Tamás 2003-ban megjelent koncertlemeze. A felvétel Zalaegerszegen készült 2003 májusában, jobbára régi dalokat tartalmaz dramatizált keretben – a Jóslat című program (1984) szabad változatának tekinthető. Bereményi Géza szövegeivel.
Új, és mégsem új ez a lemez. Az albumot azért tartottam fontosnak megjelentetni, mert bár a darab nem új, és a dalok sem újak, de nem váltak igazán ismertté a közönség körében.

## Az album dalai
1. Holdkalap
2. A képek dala
3. Sűrű a vérem
4. Sohase láttam ilyen időt
5. Ideálom
6. A 74-es év
7. Soltész Baba
8. Jóslat
9. Karom kitárva
10. Kelet-Európa
11. Tanár úr
12. Lánchíd
13. A jobbik részem
14. Metro
15. Pridem
16. A vidéki rokon

## A történetről[3]

### szereplők
- a dalok, mint jóslatok 1974-től 1998-ig és tovább
- Antoine, mint látnok
- Désiré, mint médium és felejtő
- Suhanc, mint későbbi milliomos és King of Körút
- Tanár úr (történelem-biológia)
- a Tömeg a Metróban (férfiak, nők, alkalmazottak, régészek, vadászok, King emberei, stb.
- Kislány, mint a Jövő Embere

### színhely
- a metró és az alagutak Budapest alatt, a Föld vak szívében, szilveszter napján és tovább, tovább

## Külső linkek
- Jóslat a Metrón – a lemez teljes szövege;